# Ola Cohn
Ola Cohn, född 1892, död 1964, var en australisk skulptör.
Nedslagskratern Cohn på planeten Venus är uppkallad efter henne.